# Besucherring Dr. Otto Kasten
Der Besucherring Dr. Otto Kasten war ein von Otto Kasten gegründeter Verein, der es sich zur Aufgabe gemacht hat, Theaterkarten zu vermitteln und entsprechende Angebote zu organisieren. So wurden Besucher die in der näheren Umgebung eines Theaters wohnen mit vom Verein organisierten Bussen zu den Veranstaltungen gefahren oder die Schulen der Umgebung mit entsprechend schulgerechten Angeboten versorgt. Die Besucher wurden dabei betreut und mit aktuellen Programmen der jeweiligen Spielzeit (Theater) beliefert.
Besucherorganisationen entstanden seit dem Ende des 19. Jahrhunderts und waren ursprünglich dem Gedanken der Arbeiterbildung geschuldet. Die Volksbühnen kauften Karten en gros und bündelten sie in eigenen Abonnements zu günstigen Preisen. Dabei ging es gerechter zu als im freien Markt: die Preise mussten sozialverträglich sein und galten für alle Mitglieder gleich. Um Vorteile bei der Platzwahl für die einen und Nachteile für die anderen zu vermeiden, wurden die Mitglieder quasi in Ketten durch den Saal gezogen, so dass jeder mal vorne, mal mittig, mal hinten saß.
Dabei fungierte der Hauptverein als Dachorganisation der jeweils angeschlossenen Besucherringe. Die Standorte in 15 bundesdeutschen Städten wurden eigenständig verwaltet und geleitet. 2012 wurden bundesweit 76 Mitarbeiter beschäftigt. Die Gewinne floßen jeweils unter anderem in die Dr. Otto Kasten Stiftung. Hauptsitz ist Wiesbaden.
In den Jahren seines Bestehens versorgte der Verein über 25 Millionen Besucher mit Karten und brachte davon allein in den letzten zehn Jahren sieben Millionen Menschen in die angeschlossenen Theater.

## Geschichte
Der Verein wurde 1949 als Lübecker Besucherring gegründet. 1962 erfolgte die Gründung des Verein Besucherring Dr. Otto Kasten, in den alle bis dahin existierenden Besucherringe übernommen wurden. Zeitgleich wurde die Dr. Otto Kasten Stiftung ins Leben gerufen. Otto Kasten erhielt im Jahr 1968 für seine Verdienste das Bundesverdienstkreuz 1. Klasse. Er starb 1989, Nachfolger wurde sein Neffe Peter Kasten, der bis zu seinem Tod am 18. November 2010 der geschäftsführende 1. Vorsitzende des Besucherringes war.
Am 4. Februar 1999 feierte der Besucherring sein 50-jähriges Bestehen mit der Oper Lucia di Lammermoor im Theater Lübeck, in dem im Januar 1949 die Arbeit des Besucherringes begann.
Am 2. Mai 2012 beantragte der Hauptverein wegen drohender Zahlungsunfähigkeit beim Insolvenzgericht Wiesbaden die Eröffnung des Insolvenzverfahrens über sein Vermögen. Das Insolvenzverfahren wurde am 30. Juni 2012 eröffnet. Der Verein wurde 2012 liquidiert.

## Standorte
An folgenden Standorten fand sich der Besucherring:
- Augsburg (seit 1953)
- Braunschweig (seit 1999)
- Bremen (seit 1998)
- Bremerhaven (seit 1992)
- Dessau (seit 1998)
- Dortmund (seit 1966)
- Frankfurt am Main (seit 1950)
- Fürth (seit 1951)
- Heidelberg (seit 2011)
- Kassel (seit 1951)
- Köln (seit 1950)
- Leipzig (seit 1991)
- Lübeck (seit 1949)
- Mannheim (seit 2005)
- Nürnberg (seit 1951)
  - 1951 als Fränkischer Besucherring gegründet: Der Kartendurchsatz betrug allein für das Staatstheater Nürnberg bis zu 30.000 Eintrittskarten pro Jahr. Zudem arbeitete der Besucherring mit dem  Siemens-Theaterring zusammen, der für seine Beschäftigten rund 2000 Karten pro Jahr vom Besucherring bezog. Dazu wurde Eintrittskarten für das Nürnberger Schauspiel, das Ballett und die Oper, die Nürnberger Symphoniker, das Gostner Hoftheater, die Comödie Fürth, Nürnberg Musik und andere vermittelt.
- Wiesbaden (1949 – 29. Juni 2012)[7]

## Belege
1. ↑  Rainer Glaap: Das langsame Sterben der Besucherorganisationen. Abgerufen am 5. August 2025.
2. 1 2   (Seite nicht mehr abrufbar, festgestellt im April 2019. Suche in Webarchiven)  Info: Der Link wurde automatisch als defekt markiert. Bitte prüfe den Link gemäß Anleitung und entferne dann diesen Hinweis.
3. ↑   (Seite nicht mehr abrufbar, festgestellt im April 2019. Suche in Webarchiven)  Info: Der Link wurde automatisch als defekt markiert. Bitte prüfe den Link gemäß Anleitung und entferne dann diesen Hinweis.
4. ↑  Archivierte Kopie (Memento des Originals vom 25. Juni 2012 im Internet Archive)  Info: Der Archivlink wurde automatisch eingesetzt und noch nicht geprüft. Bitte prüfe Original- und Archivlink gemäß Anleitung und entferne dann diesen Hinweis. Nachricht bei insolvenz-ratgeber.de
5. ↑  http://www.insolvenz-portal.de/Insolvenzverfahren/besucherring-dr--otto-kasten/1631835
6. ↑  Besucherring Dr. Otto Kasten, Wiesbaden (erloschen). Abgerufen am 5. August 2025.
7. ↑  http://www.wiesbadener-kurier.de/region/kultur/theater/12106334.htm@1@2Vorlage:Toter+Link/www.wiesbadener-kurier.de+(Seite+nicht+mehr+abrufbar,+festgestellt+im+April+2019.+Suche+in+Webarchiven) Datei:Pictogram+voting+info.svg Info:+Der+Link+wurde+automatisch+als+defekt+markiert.+Bitte+prüfe+den+Link+gemäß+Anleitung+und+entferne+dann+diesen+Hinweis.